# Władysław Kandefer (rzeźbiarz)
Władysław Kandefer (ur. 10 listopada 1921 w Iwoniczu, zm. 12 sierpnia 2016 Iwoniczu-Zdroju) – polski artysta rzeźbiarz i malarz.

## Życiorys

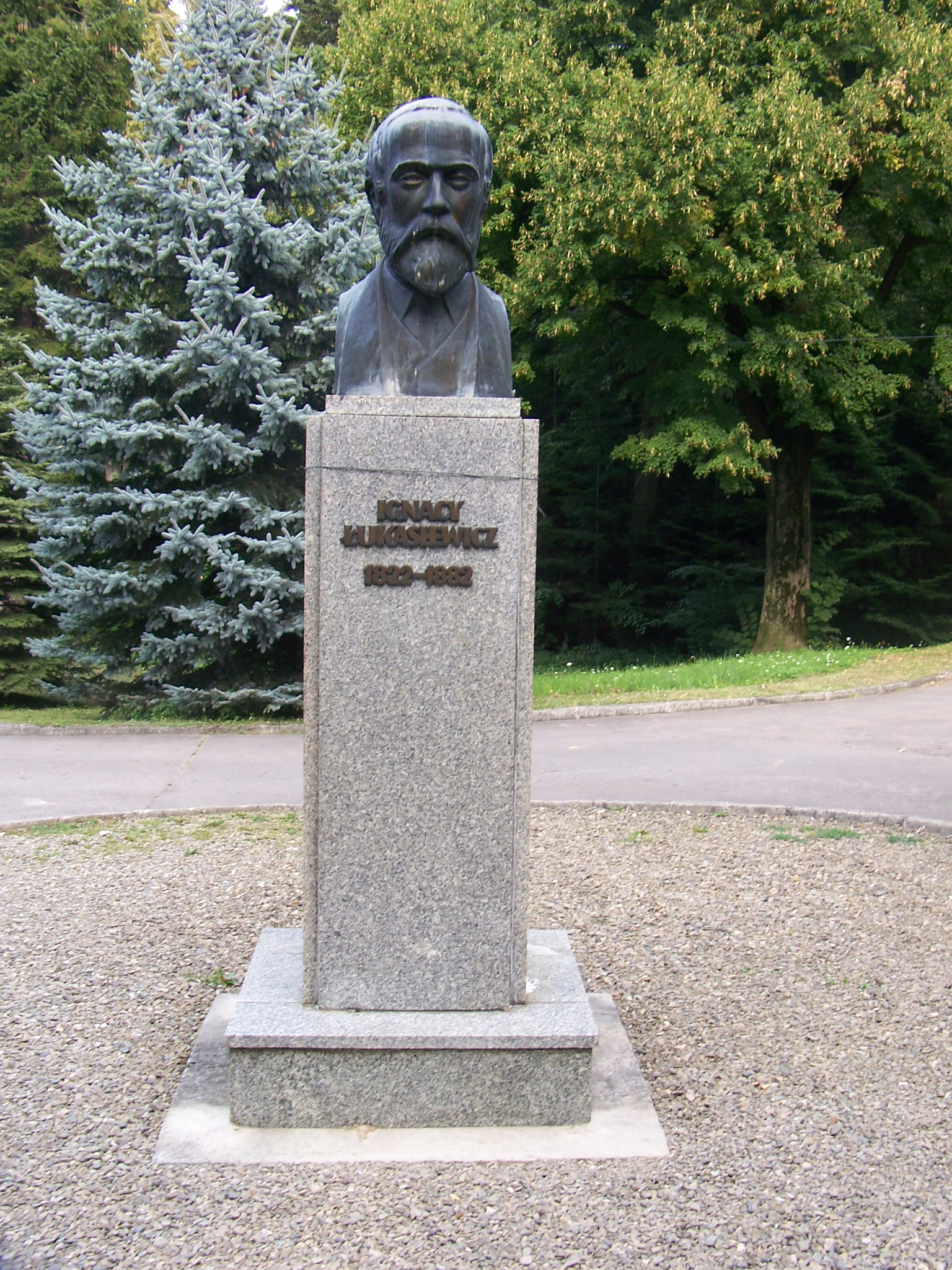
Popiersie Ignacego Łukasiewicza w Bóbrce

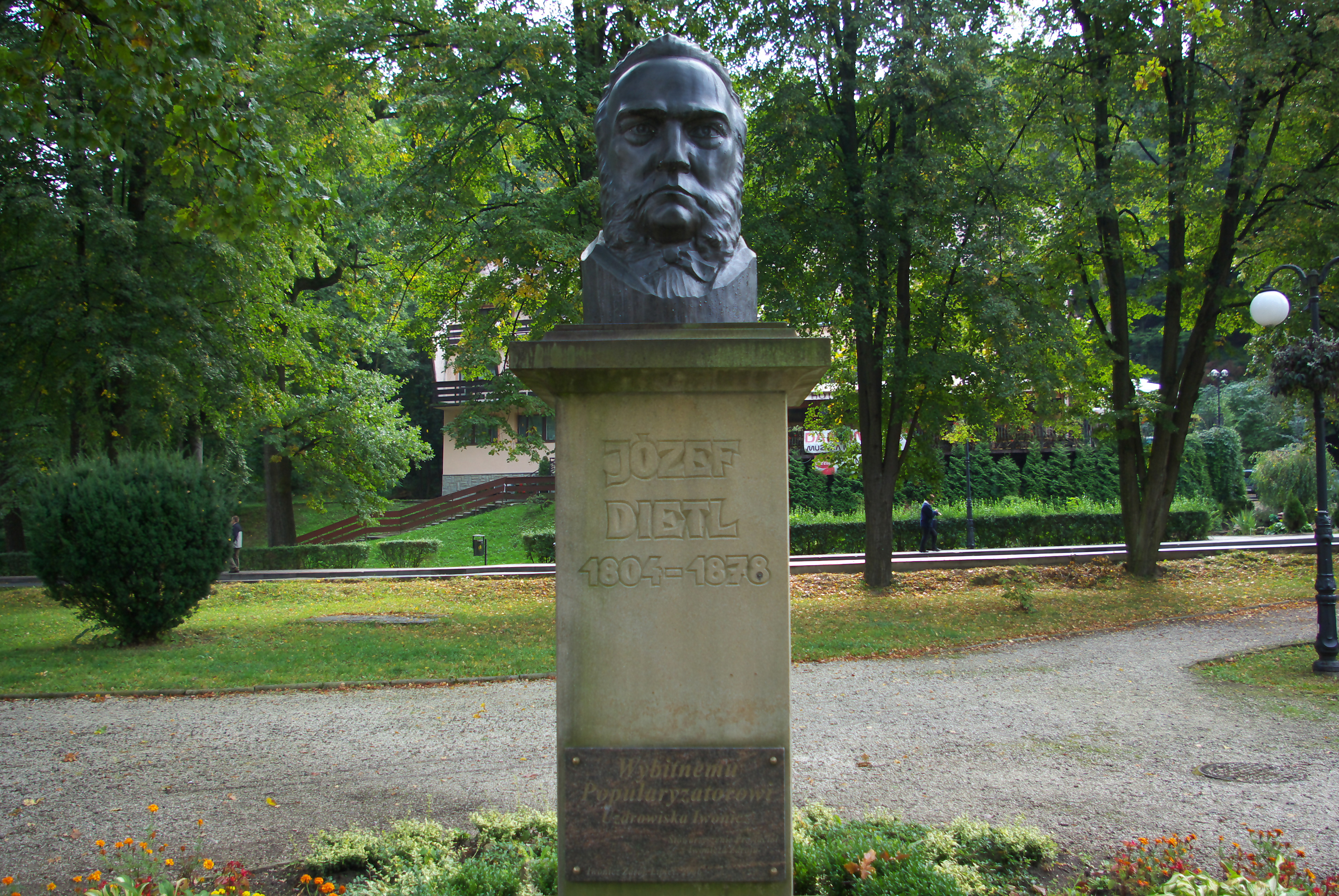
Popiersie Józefa Dietla w Iwoniczu-Zdroju

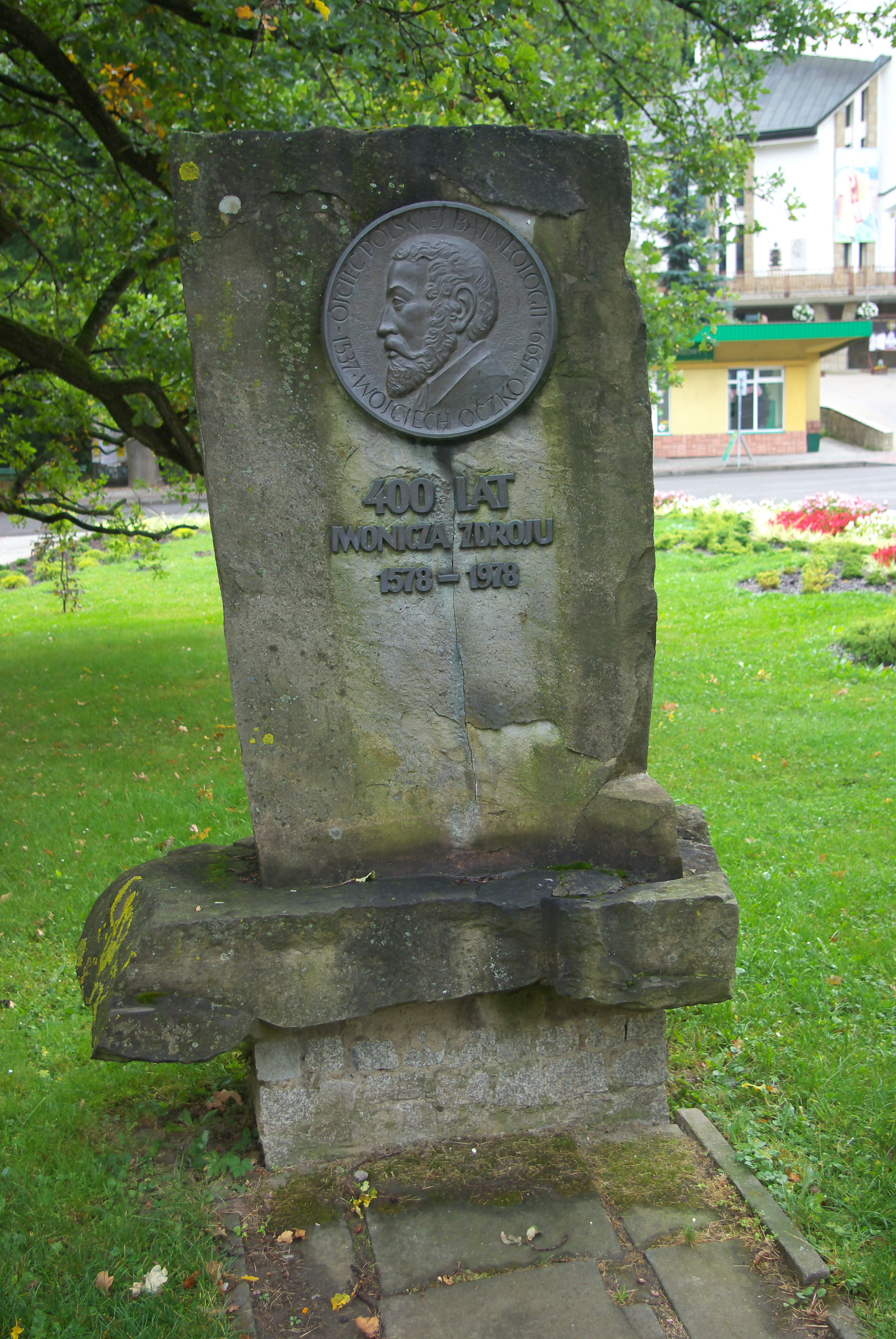
Płaskorzeźba Wojciecha Oczki w Iwoniczu-Zdroju

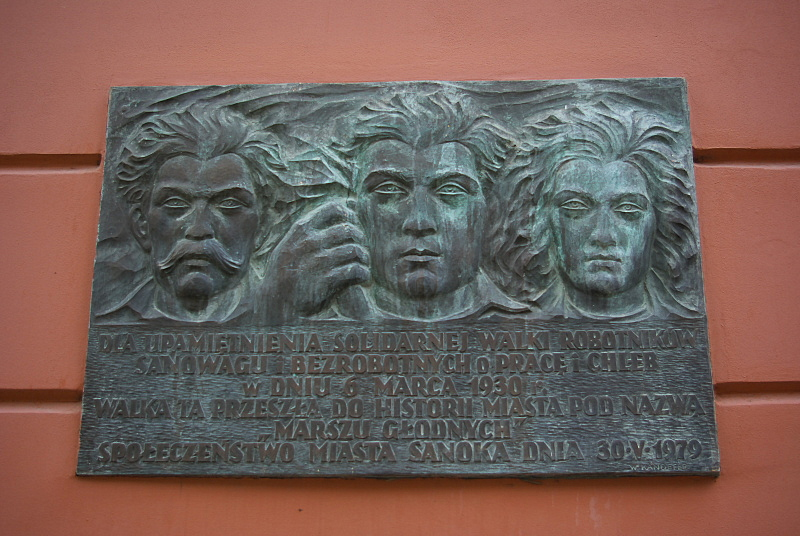
Tablica upamiętniająca Marsz Głodnych w Sanoku

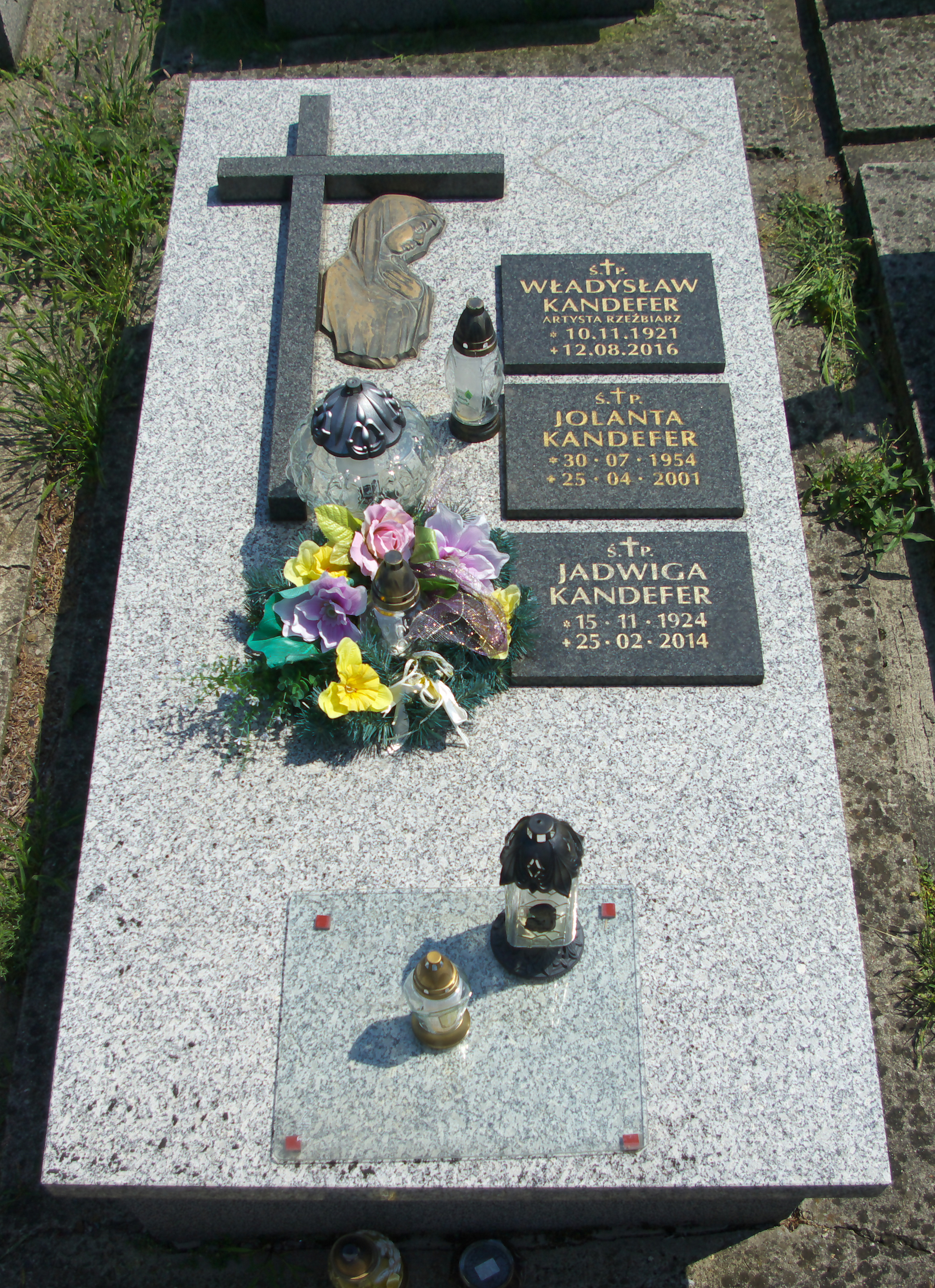
Nagrobek Władysława Kandefera

Syn Andrzeja i Zofii, zamieszkał w Iwoniczu-Zdroju. Absolwent zakopiańskiej szkoły Kenara (1937-1939) i Akademii Sztuk Pięknych w Krakowie z 1952. Był asystentem Xawerego Dunikowskiego. Po studiach wrócił do Iwonicza. Od 1954 pracował jako nauczyciel rysunku zawodowego, technologii drewna i plastyki w Zespole Szkół Zawodowych w Miejscu Piastowym. Był inicjatorem powstania Liceum Sztuk Plastycznych w Miejscu Piastowym, którego w 1979 roku został dyrektorem. Był twórcą Galerii BWA w Krośnie. W 1982 przeszedł na emeryturę. Podjął współpracę ze Stowarzyszeniem Przyjaciół Iwonicza-Zdroju.
Zmarł 12 sierpnia 2016. Został pochowany na nowym cmentarzu w Iwoniczu we wspólnym grobowcu z żoną Jadwigą (1924–2014) i zmarłą córką Jolantą (1954–2001).

## Twórczość
Władysław Kandefer był artystą wszechstronnym. Uprawiał wiele rodzajów sztuk plastycznych, począwszy od rzeźbiarstwa (głównie w drewnie), a skończywszy na malarstwie. Preferował sztukę realistyczną. W każdym dziele artysty można rozpoznać jego indywidualny styl charakteryzujący się zrównoważoną klarowną kompozycją i doskonałą techniką rzeźbiarską. Ulubionym materiałem rzeźbiarskim artysty było drewno (używa go nawet do wykonania modelu do odlewów tak licznie tworzonych medali). Całą twórczość artysty można pogrupować na wiele działów. Osobną grupę w dorobku twórczym stanowią pełne ruchu i wewnętrznej siły postacie sportowców - narciarzy, pływaków, gimnastyczek i łyżwiarzy. Inne ze względu na tematykę wywierają na odbiorcach silne wrażenie. Jest to cykl prac pt. „Spotkanie”, „Brzemienna”, „Macierzyństwo” itp. Władysław Kandefer był też autorem kilkudziesięciu prac, które upamiętniają pobyt Ojca Świętego Jana Pawła II w Polsce. M.in. Tryptyk przedstawiający w środku „Ostatnią wieczerzę”, a na bocznych skrzydłach świętą Jadwigę i brata Alberta Chmielowskiego.

### Pomniki i rzeźby
- Dzieła w Iwoniczu-Zdroju: popiersie i medal Józefa Dietla (1978), płaskorzeźba Władysława Bełzy, płaskorzeźba dr Wojciecha Oczki (1978), droga krzyżowa w kościele w Iwoniczu-Zdroju, głowa Wincentego Pola przy źródle „Bełkotka”, medal pamiątkowy z okazji 170 lecia restauracji uzdrowiska Iwonicz, medal pamiątkowy z okazji 10 lecia SPIZ (2008).
- Popiersia Ignacego Łukasiewicza, umieszczonych przed domem tegoż w Bóbrce koło Krosna (1998), w Gorlicach i Krakowie.
- Pomnik Ignacego Łukasiewicza przy Instytucie Górnictwa Naftowego i Gazownictwa.
- Rzeźby w ołtarzach bocznych kościoła św. Stanisława Biskupa w Rymanowie-Zdroju (parafii pod tym wezwaniem)[5].
- Rzeźba ołtarzowa „Matki Boskiej Różańcowej” w kościele Matki Bożej Różańcowej w Draganowej (1979)
- Rzeźba ołtarzowa „Matka Boska Wspomożenia Wiernych” w kościele Matki Bożej Wspomożenia Wiernych w Jaworniku Niebyleckimj (1996)
- Rzeźba Jezusa Chrystusa i św. Jan Chrzciciela na chrzcielnicę w kościele Matki Bożej Różańcowej we Wzdowie (1999)
- Ołtarze, stacje drogi krzyżowej", feretrony, krucyfiksy w kościołach w Iwoniczu-Zdroju, Rymanowie, Majdanie Sieniawskim we Włoszech w Forli, Nowosielcach k. Rudnika.

### Tablice pamiątkowe
- Tablice pamiątkowe w Iwoniczu-Zdroju: tablica Teodora Torosiewicza, dra Józefa Aleksiewicza, ks. Jana Rąba na fasadzie kościoła Matki Bożej Uzdrowienia Chorych (1998) i w Zespole Szkół w Iwoniczu-Zdroju (2006), tablica pamiątkowa z popiersiem Amelii i Karola Załuskich (2002)
- Tablice pamiątkowe w Krośnie: Ignacego Łukasiewicz (1972), Stanisława Wyspiańskiego (1978), Janusza Korczaka (1979), Jana Pawła II w Wojewódzkim Szpitalu w Krośnie (1997) oraz tablice w kościołach Św. Piotra i Jana, fara, w II Liceum Ogólnokształcącym im. Konstytucji 3-go Maja.
- Tablica pamiątkowa poświęcona Marii Konopnickiej w Muzeum w Żarnowcu (1980)
- Tablice upamiętniające Jana Pawła II: w Szkole Podstawowej w Lipnicy Dolnej (1997), w Kościele OO. Michalitów w Miejscu Piastowym (1998).
- Tablica w Szkole Podstawowej im. Ignacego Łukasiewicza w Wołominie,

Zaprojektował i wykonał kilka tablic pamiątkowych w Sanoku: 
- upamiętniającą Marsz Głodnych z 6 marca 1930 roku na elewacji kamienicy przy ulicy 3 Maja 3, odsłonięta 30 maja 1979 (projekt i wykonanie)[6][7],
- upamiętniającą 150. rocznicę powstanie Sanockiej Fabryki Autobusów i jednocześnie rocznicę zainicjowania w niej ruchu robotniczego i związkowego, odsłonięta w październiku 1982 w ramach obchodów 150-lecia powstania fabryki[8][9],
- tablicę na fasadzie budynku przy ulicy Tadeusza Kościuszki 4, gdzie w 1944 roku bezpośrednio po wyzwoleniu miasta przez wojska radzieckie i w początkowych latach Polski Ludowej w podziemiach budynku działało więzienie NKWD, w latach 1944-1947 torturujące tam działaczy niepodległościowych – członków Armii Krajowej, Narodowej Organizacji Wojskowej, Młodzieży Wielkiej Polski, ustanowiona w 50. rocznicę powstania Armii Krajowej, odsłonięta 20 grudnia 1992[10][11],
- upamiętniającą nadanie imienia patrona Ignacego Łukasiewicza Zespołowi Szkół Zawodowych w Sanoku (obecnie Zespół Szkół nr 5 im. Ignacego Łukasiewicza), odsłonięta 2 grudnia 1993[12],
- upamiętniającą żołnierzy 6 Pomorskiej Dywizji Piechoty 1 Armii Ludowego Wojska Polskiego, umieszczona w kościele Chrystusa Króla, odsłonięta 15 maja 1994[13].

## Odznaczenia
- Krzyż Kawalerski Orderu Odrodzenia Polski
- Złoty Krzyż Zasługi
- Złota Odznaka ZNP
- Odznaka „Zasłużony dla województwa krośnieńskiego”
- Honorowa Odznaka Ruchu Przyjaciół Harcerstwa